# جامعه‌شناسی اخلاق
جامعه‌شناسی اخلاق شاخه‌ای از جامعه‌شناسی است که به بررسی جامعه‌شناختیِ ماهیت، عوامل و پیامدهای ایده‌های مردم راجع به خوبی و بدی می‌پردازد.